# 胡超 (明朝)
胡超（1427年—1488年），字彥超，浙江衢州府龍游縣人，金華府湯溪縣民籍，明朝政治人物。

## 生平
成化四年（1468年）戊子科應天鄉試第六名舉人。成化八年（1472年）壬辰科進士。授工部主事，連續升遷，擔任工部員外郎

## 著作
有《恥菴集》。

## 家族
曾祖胡德仁，祖胡希華，父胡宗韶，前母江氏；祝氏。